# Lớp phủ (địa chất)

Mặt cắt của Trái Đất từ lõi tới tầng ngoài (quyển ngoài) của khí quyển.
1. Crust-Lớp vỏ (địa chất)
2. Upper Mantle-Quyển Manti trên
3. Mantle-Quyển Manti dưới
4. Outer core-Lõi ngoài
5. Inner core-Lõi trong

Lớp phủ hay quyển manti là một phần trong cấu trúc của một số vật thể thiên văn tương tự Trái Đất. Phần bên trong của Trái Đất, tương tự như các hành tinh đất đá khác, về mặt hóa học chia ra thành các lớp. Lớp phủ là lớp có độ nhớt cao nhất nằm phía dưới lớp vỏ và phía trên lõi ngoài.
Lớp phủ của Trái Đất là lớp vỏ đá dày khoảng 2.900 km (1.800 dặm Anh) chiếm khoảng gần 70% thể tích Trái Đất. Nó chủ yếu là dạng rắn và nằm trên một lõi giàu sắt của Trái Đất, chiếm khoảng gần 30% thể tích Trái Đất. Các giai đoạn nóng chảy và núi lửa trong quá khứ tại các điểm nông hơn của lớp phủ đã tạo ra một lớp vỏ rất mỏng chứa các sản phẩm nóng chảy đã kết tinh gần bề mặt, mà trên đó diễn ra mọi dạng sự sống. Các loại khí thoát ra trong quá trình nóng chảy của lớp phủ Trái Đất có ảnh hưởng lớn tới thành phần và độ phổ biến của các chất khí có trong khí quyển Trái Đất.

## Cấu trúc
Lớp phủ được chia ra thành các đoạn dựa trên các kết quả từ địa chấn học. Các lớp này cùng độ sâu của chúng là như sau:
- Lớp phủ trên (33–410 km hay 20-255 dặm Anh)
- Vùng chuyển tiếp (410–670 km hay 255-416 dặm Anh)
- Lớp phủ dưới (670–2.798 km hay 416-1.739 dặm Anh)
- Lớp D" (2.798–2.998 km hay 1.739-1.863 dặm Anh)[2][3][4][5].

Đỉnh của lớp phủ được xác định bằng sự gia tăng đột ngột của tốc độ địa chấn, lần đầu tiên được Andrija Mohorovičić đề cập tới năm 1909; ranh giới này hiện nay được đề cập tới như là "Moho". Phần trên cùng nhất của lớp phủ cùng với lớp vỏ nằm trên là tương đối cứng và tạo thành thạch quyển, một lớp không đồng đều với độ dày tối đa đạt tới khoảng 200 km. Phía dưới thạch quyển thì phần còn lại của lớp phủ trên là dẻo hơn trong lưu biến học của nó. Tại một số khu vực phía dưới thạch quyển thì tốc độ địa chấn bị giảm đi; đới tốc độ thấp này (LVZ) trải dài xuống phía dưới tới độ sâu vài trăm km. Inge Lehmann đã phát hiện thấy điểm gián đoạn địa chấn ở độ sâu khoảng 220 km; mặc dù điểm gián đoạn này cũng đã được tìm thấy trong các nghiên cứu khác nhưng vẫn không rõ là điểm gián đoạn này có mặt ở mọi nơi hay không. Vùng chuyển tiếp là khu vực có độ phức tạp lớn; nó chia tách lớp phủ trên và lớp phủ dưới về mặt vật lý. Người ta biết rất ít về lớp phủ dưới, ngoại trừ điều duy nhất đã biết là nó dường như tương đối thuần nhất về mặt địa chấn. D" là lớp chia tách lớp phủ ra khỏi phần lõi.

## Đặc trưng
Lớp phủ về bản chất khác lớp vỏ ở các đặc trưng cơ học và thành phần hóa học của nó. Khác biệt giữa hai lớp được dựa trên các đặc trưng hóa học, kiểu đá, lưu chấn học và địa chấn học. Trên thực tế, lớp vỏ là sản phẩm của sự nóng chảy của lớp phủ. Sự nóng chảy một phần của vật liệu lớp phủ được coi là nguyên nhân làm cho các nguyên tố không tương thích với nhau bị tách ra khỏi đá lớp phủ, với các vật chất ít nặng hơn bị nổi lên trên thông qua các khe hở, vết nứt hay các rãnh nứt, bị nguội đi và đông đặc lại ở bề mặt.Các loại đá lớp phủ điển hình có tỷ lệ magiê trên sắt cao hơn và tỷ lệ nhỏ hơn của silic và nhôm so với lớp vỏ. Kiểu tỷ lệ như vậy cũng được dự báo bằng các thực nghiệm làm nóng chảy một phần các loại đá được cho là đại diện của lớp phủ Trái Đất.

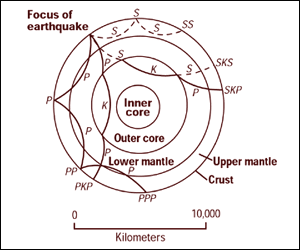
Lập bản đồ phần bên trong của Trái Đất với sóng địa chấn.

Đá lớp phủ nằm nông hơn khoảng 400 km độ sâu bao gồm chủ yếu là olivin, pyroxen, spinel và thạch lựu; các kiểu đá điển hình được cho là peridotit, dunit (peridotit giàu olivin) và eclogit. Giữa độ sâu khoảng 400 km và 650 km, olivin không ổn định và bị thay thế bằng các dạng đa hình áp suất cao với xấp xỉ cùng một thành phần: một đa hình là wadsleyit (hay kiểu beta-spinel), còn đa hình kia là ringwoodit (khoáng vật với cấu trúc kiểu gamma-spinel). Dưới độ sâu 650 km, tất cả các loại khoáng vật của lớp phủ trên bắt đầu trở thành không ổn định; các khoáng vật phổ biến nhất hiện diện có cấu trúc (nhưng không phải thành phần) tương tự như cấu trúc của khoáng vật perovskit. Các thay đổi trong thành phần khoáng vật ở độ sâu khoảng 400 tới 650 km sinh ra các dấu hiệu đặc trưng để phân biệt trong các hồ sơ địa chấn của phần bên trong Trái Đất, và giống như "moho", chúng dễ dàng được phát hiện bằng việc sử dụng sóng địa chấn. Các thay đổi khoáng vật học này có thể ảnh hưởng tới đối lưu lớp phủ, do chúng tạo ra các thay đổi về tỷ trọng và chúng có thể hấp thụ hay giải phóng ẩn nhiệt cũng như làm giảm xuống hay tăng lên độ sâu của sự chuyển tiếp pha đa hình cho các khu vực có nhiệt độ khác nhau. Các thay đổi trong thành phần khoáng vật học theo độ sâu đã được điều tra trong các thực nghiệm phòng thí nghiệm sao chép lại áp suất cao lớp phủ, chẳng hạn trong các thực nghiệm sử dụng đe kim cương.
| Nguyên tố | Tỷ lệ phần trăm |       | Hợp chất  | Tỷ lệ phần trăm |
| --------- | --------------- | ----- | --------- | --------------- |
| O         | 41,0-47,7       |       |           |                 |
| Si        | 21,7-22,5       | SiO2  | 46,4-48,1 |                 |
| Mg        | 18,8-23,5       | MgO   | 31,1-39,0 |                 |
| Fe        | 5,9-9,9         | FeO   | 7,6-12,7  |                 |
| Al        | 1,6-2,2         | Al2O3 | 3,1-4,1   |                 |
| Ca        | 1,6-2,4         | CaO   | 2,3-3,3   |                 |
| Na        | 0,2-0,8         | Na2O  | 0,3-1,1   |                 |
| K         | 0-0,1           | K2O   | 0-0,1     |                 |

Lý giải cho việc tại sao lớp lõi trong rắn, lớp lõi ngoài lỏng còn lớp phủ thì ở dạng rắn/dẻo là do sự phụ thuộc vào điểm nóng chảy tương đối của các lớp khác nhau (lớp lõi niken-sắt, lớp vỏ và lớp phủ là silicat) cũng như do sự gia tăng về nhiệt độ và áp suất khi di chuyển xuống sâu hơn vào bên trong Trái Đất. Ở bề mặt cả hợp chất của niken-sắt lẫn các silicat đều đủ nguội để là chất rắn. Trong lớp phủ trên, các silicat nói chung đều ở dạng rắn (ở một số chỗ với các lượng nhỏ ở dạng nóng chảy); tuy nhiên, do lớp phủ trên vừa nóng vừa chịu một áp suất chưa quá lớn, nên đá trong lớp phủ trên có độ hớt tương đối thấp. Ngược lại, lớp phủ dưới chịu áp lực mạnh hơn và vì thế có độ nhớt cao hơn so với lớp phủ trên. Lõi ngoài bằng niken-sắt kim loại là dạng lỏng cho dù phải chịu một áp suất rất lớn do nó có điểm nóng chảy thấp hơn so với các silicat lớp phủ. Lõi trong là chất rắn do áp suất cực lớn ở gần về tâm Trái Đất.

## Nhiệt độ
Trong lớp phủ, nhiệt độ nằm trong khoảng từ 500 °C tới 900 °C (932 °F–1.652 °F) ở ranh giới trên với lớp vỏ cho tới trên 4.000 °C (7.200 °F) ở ranh giới với lớp lõi. Mặc dù các nhiệt độ cao vượt xa các điểm nóng chảy của đá lớp phủ tại bề mặt (khoảng 1.200 °C cho peridotit), nhưng lớp phủ gần như về cơ bản là dạng rắn. Áp suất thạch tĩnh (ứng suất dọc) đè lên lớp phủ đã ngăn không cho nó chảy ra, làm cho nhiệt độ mà tại đó quá trình nóng chảy có thể bắt đầu (solidus) tăng lên theo áp suất.

## Chuyển động
Do khác biệt nhiệt độ giữa bề mặt Trái Đất và lớp lõi ngoài, và khả năng của các loại đá kết tinh ở nhiệt độ và áp suất cao trong việc có thể trải qua biến dạng chậm, tương tự nhớt trong thời gian trên vài triệu năm, nên ở đây có sự luân chuyển vật liệu đối lưu trong lớp phủ. Vật liệu nóng dâng lên như là diapir đá sâu (hơi giống như chuyển động trong đèn dung nham), có lẽ từ ranh giới với lõi ngoài (xem chùm lớp phủ), trong khi vật liệu nguội và nặng hơn chìm xuống phía dưới. Điều này thường ở dạng chìm lắng thạch quyển quy mô lớn tại các ranh giới mảng kiến tạo, gọi là các đới hút chìm. Trong quá trình dâng lên, vật liệu lớp phủ nguội đi do đoạn nhiệt và do truyền nhiệt vào lớp phủ nguội hơn bao quanh. Nhiệt độ của vật liệu giảm xuống với áp lực cũng giảm xuống gắn liền với sự dâng lên, và nhiệt của nó phân bố ra một thể tích lớn. Do nhiệt độ mà tại đó sự nóng chảy có thể xảy ra được giảm xuống theo độ cao nhanh hơn so với độ cao mà các chùm lớp phủ nóng có thể dâng lên, nên sự nóng chảy một phần có thể xảy ra ngay phía dưới thạch quyển và gây ra núi lửa cũng như là hiện tượng tạo đá sâu.
Đối lưu của lớp phủ Trái Đất là quá trình hỗn loạn (trong ngữ cảnh và ý nghĩa của động lực học chất lưu), và nó được coi là một bộ phận của chỉnh thể trong chuyển động của các mảng kiến tạo. Chuyển động của mảng không nên lẫn với thuật ngữ cũ hơn là trôi dạt lục địa chỉ được áp dụng cho chuyển động của các thành phần lớp vỏ của các lục địa. Các chuyển động của thạch quyển và lớp phủ nằm dưới nó tạo thành một cặp đôi do thạch quyển chuyển động xuống là thành phần thiết yếu trong đối lưu lớp phủ. Trôi dạt lục địa là mối quan hệ phức tạp giữa các lực làm cho thạch quyển đại dương chìm xuống và các chuyển động trong lòng lớp phủ của Trái Đất.
Mặc dù ở đây có xu hướng là có độ nhớt cao hơn ở độ sâu lớn hơn, nhưng mối quan hệ này không tuyến tính, và có các lớp với độ nhớt giảm rất mạnh, cụ thể là lớp phủ ngoài và tại ranh giới với lõi. Lớp phủ trong phạm vi độ sâu khoảng 200 km phía trên ranh giới lõi-lớp phủ dường như là có các tính chất địa chấn khác biệt đặc trưng hơn so với lớp phủ ở các độ sâu nhỏ hơn; khu vực lớp phủ bất thường nằm ngay phía trên lõi này được gọi là lớp D″ ("D phẩy phẩy" hay "D phẩy kép"), một tên gọi được giới thiệu đã trên 50 năm của nhà địa vật lý Keith Bullen. D″ có thể bao gồm vật liệu từ các miếng ẩn chìm đã hạ thấp xuống và đi vào trạng thái nghỉ tại ranh giới lõi-lớp phủ và/hoặc từ đa hình khoáng vật mới được phát hiện trong perovskit, gọi là hậu perovskit.
Do độ nhớt tương đối thấp tại lớp phủ ngoài nên có thể nghĩ rằng ở đây không thể có các trận động đất phía dưới độ sâu khoảng 300 km. Tuy nhiên, trong các đới ẩn chìm, gradient địa nhiệt có thể bị hạ thấp, nơi mà vật liệu nguội từ bề mặt chìm xuống, làm tăng độ đặc của lớp phủ bao quanh, và cho phép các trận động đất có thể xảy ra ở độ sâu tới khoảng 400–670 km.
Áp suất tại đáy lớp phủ khoảng 136 GPa (1,4 triệu át mốt phe). Tồn tại một áp suất tăng lên khi đi sâu hơn vào trong lớp phủ, do vật liệu phía dưới phải gánh chịu trọng lượng của toàn bộ các vật liệu nằm trên nó. Tuy nhiên, lớp phủ tổng thể vẫn chịu biến dạng giống như chất lưu trên thang thời gian lớn, với biến dạng dẻo vĩnh cửu được hỗ trợ bởi chuyển động của điểm, đường và/hoặc khuyết hụt mặt phẳng xuyên qua các tinh thể rắn hợp thành lớp phủ. Ước tính cho độ nhớt của lớp phủ trên nằm trong khoảng 1019 tới 1024 Pa•s, phụ thuộc vào độ sâu, nhiệt độ, thành phần hóa học, trạng thái ứng suất và nhiều yếu tố khác. Vì thế, lớp phủ trên chỉ có thể di chuyển rất chậm. Tuy nhiên, khi các lực lớn được áp dụng cho lớp phủ trên cùng nhất, nó có thể trở thành yếu hơn và hiệu ứng này được coi là quan trọng trong việc cho phép sự hình thành của các ranh giới mảng kiến tạo.

## Thăm dò
Thăm dò lớp phủ nói chung được thực hiện tại đáy biển hơn là trên đất liền do lớp vỏ đại dương tương đối mỏng khi so sánh với lớp vỏ lục địa dày hơn đáng kể.
Cố gắng đầu tiên trong thăm dò lớp phủ, được biết đến như là Dự án Mohole, bị bãi bỏ năm 1966 sau các thất bại lặp lại và chi phí quá tốn kém. Sự thâm nhập sâu nhất là khoảng 180 m (590 ft).
Năm 2005 lỗ khoan lòng đại dương sâu hàng thứ ba này đạt tới 1.416 m (4.644 ft) phía dưới đáy biển từ tàu khoan đại dương JOIDES Resolution.
Ngày 5 tháng 3 năm 2007, một đội các nhà khoa học trên tàu RRS James Cook đã thực hiện một chuyến đi tới khu vực đáy Đại Tây Dương, nơi có lớp phủ nằm không có vỏ che đậy, ở giữa quần đảo Cape Verde và biển Caribe. Khu vực lộ ra này nằm sâu khoảng 3 km phía dưới bề mặt đại dương và bao phủ hàng nghìn kilômét vuông
Cố gắng tương đối khó khăn để lấy mẫu từ lớp phủ Trái Đất được lập lịch trình muộn hơn năm 2007. Như một phần của sứ mệnh Chikyu Hakken, là sử dụng tàu 'Chikyu' của Nhật Bản để khoan sâu tới 7.000 m (23.000 ft) dưới đáy đại dương. Nó gần như ba lần sâu hơn so với các mũi khoan đại dương trước đó.
Một phương pháp mới trong thăm dò hàng trăm kilômét trên nhất của Trái Đất đã được phân tích gần đây, bao gồm máy dò sinh nhiệt nhỏ, dày dặc, làm nóng chảy đường đi của nó xuống phía dưới xuyên qua lớp vỏ và lớp phủ trong khi vị trí và tiến độ của nó được theo dõi bằng các tín hiệu âm thanh sinh ra trong đá 
Máy dò này bao gồm lớp vỏ ngoài bằng wolfram đường kính khoảng 1 m, bên trong đó là nguồn sinh nhiêt bằng Co60 phóng xạ. Người ta tính toán rằng máy dò như thế sẽ đạt tới Moho đại dương trong ít hơn 6 tháng và trong vài thập niên sẽ đạt được độ sâu tối thiểu của lỗ khoan là trên 100 km ở phía dưới của cả thạch quyển đại dương lẫn thạch quyển lục địa